# Ilmar Raag

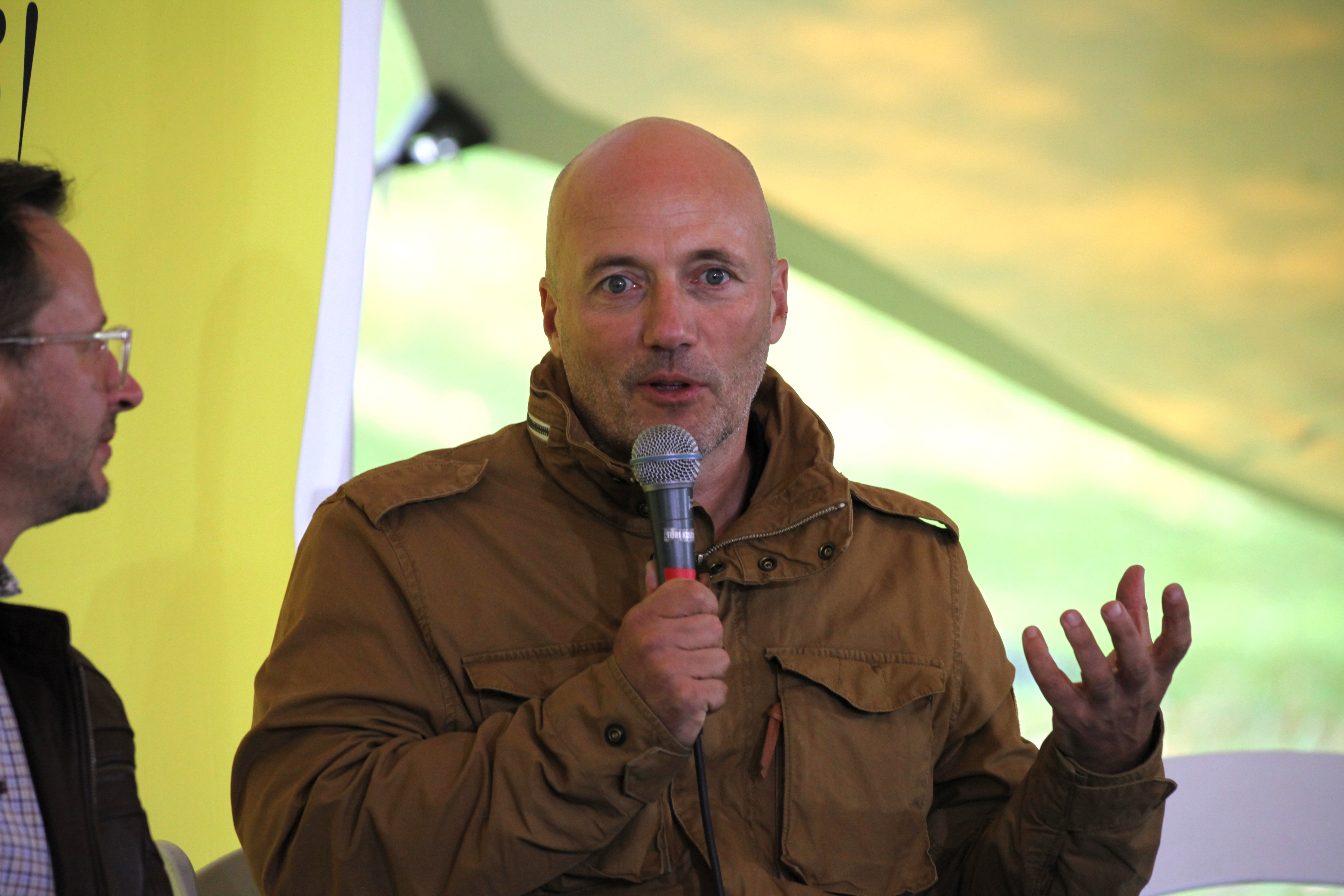
Ilmar Raag (2021)

Ilmar Raag (* 21. května 1968) je současný estonský režisér.

## Život
Ilmar Raag se narodil 21. května 1968 v Kuressaare. Na Tarbatské univerzitě studoval dějiny umění, ve studiu pokračoval na pařížských vysokých školách Saint-Denis a Sorbonne-Nouvelle, magisterského titulu dosáhl na universitě v Ohiu.
Po skončení studií pracoval jako žurnalista, mimo jiné jako pařížský dopisovatel estonských deníků Rahva Hääl a Eesti Päevaleht a jako redaktor vysílání filmových novinek Ffriik Estonské televize a Raadio Ffriik Kuku rádia. V letech 2002–2005 byl ředitelem Estonské televize, od roku 2005 se plně věnuje filmu.

## Dílo

### Režisér
Jako režisér Ilmar Raag debutoval v roce 1998 akční parodií Tappev Tartu ("Vražedné Tartu"), kterou sám už v době natáčení označil za "nejhorší estonský film". Přes tento přídomek a přes extrémně nízký rozpočet (asi 1000 estonských korun) se film dočkal velké divácké přízně a několika pozitivních kritik.
V roce 2005 režíroval Ilmar Raag televizní drama August 1991 („Srpen 1991“) o událostech spojených s pokusem o pučem v Sovětském svazu v srpnu 1991 a s úsilím Estonců o obnovení suverenity Estonska.
Roku 2007 natočil film Třída (Klass) o problematice hierarchických sociálních vztahů mezi žáky jedné třídy. Film získal dvě ocenění na 42. ročníku Mezinárodního filmového festivalu Karlovy Vary a byl nominován na Oscara jako Nejlepší zahraniční film roku.

### Jiné filmové dílo
Pro své filmy August 1991 a Klass si Ilmar Raag sám napsal i scénář. Kromě toho je autorem scénáře televizního filmu Libahundi needus („Prokletí vlkodlaka“) a scénáře televizní dramatizace divadelní hry Friedricha Dürrenmatta Vana daami visiit („Návštěva staré dámy“).
Výroby svého filmu Klass a filmu Arva Iha Medvědí srdce (Karu süda) se Ilmar Raag účastnil jako producent. Jako konzultant působil při přípravě satiricko-historického filmu Malev ("Domobrana").
Ve snímcích Visions of Europe ("Vize Evropy", 2004) a Viimane öö ("Poslední noc", 2003) vystupoval Ilmar Raag jako herec.